# 索林·橡木盾
索林·橡木盾（Thorin Oakenshield），即索林二世，在托尔金的小说《哈比人历险记》里是重要的角色。为矮人国王，索恩二世（Thráin II）之子及索尔（Thrór）之孙。橡木盾是指由橡木制的盾牌，源于古诺尔斯语「Eikinskjaldi」。

## 生平
索林·橡木盾于第三纪元2746年出生，他和其他矮人在第三纪元2770年被恶龙史矛革（Smaug）驱逐出孤山 （Lonely Mountain） 。第三纪元2799年，阿萨努比萨之战（Battle of Azanulbizar）爆发，索林·橡木盾当时53岁，与一支强大的矮人军队行军至摩瑞亚（Moria）东门附近的南都西理安（Nanduhirion）。在战斗中索林的盾牌破裂，他随手拾起一根橡木作为盾牌防御，故獲得「橡木盾」之绰号。
索林·橡木盾在索恩二世（Thráin II）失踪后成为都灵部族（Durin's Folk）的领袖。在后来，索林·橡木盾知道父亲被索伦擒获及折磨至死。在蓝山山脉期間，索林·橡木盾非常勤奋，以铁造出许多东西，使的藍山山脈的矮人部族十分繁盛，但他依然无法忘记孤山。

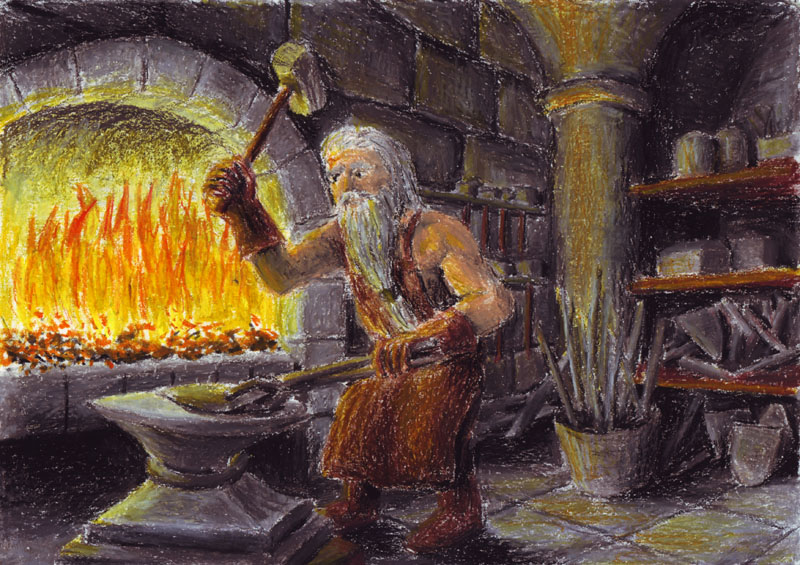
正在打鐵的索林·橡木盾。

在《哈比人历险记》，索林·橡木盾及十二名矮人，大多是他的亲属及都灵后裔，在灰袍巫师甘道夫（Gandalf）的建议下至夏尔袋底洞到访比尔博·巴金斯（Bilbo Baggins），以他为飞贼去从史矛革身上窃回宝藏。索林·橡木盾尤其想取回索恩的家传宝钻。在《魔戒三部曲》的附录一里，有说明索林·橡木盾在布理遇见甘道夫，决定要夺回孤山。
索林·橡木盾被描述为十分高傲及严肃。他以蓝山山脉为「流放在外的小屋」。虽然在《哈比人历险记》的时期，索林·橡木盾的年龄较长，他依然是一個很有能力和具灵巧身手的战士。他也和甘道夫在哥布林隧道里英勇战斗；但他的领导能力并不突出，且并没有表现出非常睿智。在幽暗密林（Mirkwood），他是首个被森林精灵所擒的，并叮嘱其他矮人切非透露任务。他也是首个从桶内浮上长湖的成员，又自称为山下国王。在長湖鎮，索林成功得到人類居民與鎮長的支持，順利與部下們抵達孤山。
惡龍史矛革死後，瑟兰督伊（Thranduil）及巴德（Bard the Bowman）也想拥有宝藏，索林封鎖了孤山大門，想避免戰爭的比尔博偷取了索恩的家传宝钻用作与瑟兰督伊交涉。这争议却导致波格領導座狼（Wargs）和半兽人大军的来袭，五军之战爆发，矮人加入精灵阵营，最终和人类、巨鹰击败了敌人。索林·橡木盾在战争中遭到重创，他去世前，和比尔博冰释前嫌，他的遗言是：「如果世界上的人都能够像你一样，看重笑语和美食，轻贱黄金和白银，那么这个世界将会快乐多了。不管这个世界未来会怎么样，我都得离开了。永别了！」
索林·橡木盾在孤山任务期间得到精灵的兽咬剑（Orcrist），他在任务期间都使用这武器。但在于幽暗密林被擒后，兽咬剑便落在了森林精灵手上。当索林·橡木盾死后，精灵交还兽咬剑，并放在他坟上（索恩的家传宝钻也放在墓中）；剑刃在敌人靠近时会泛起白光。丹恩二世·铁足（Dáin Ironfoot）继其位。

## 改编描述
在1977年的卡通版《哈比人历险记》，索林·橡木盾由汉斯·康里德（Hans Conried）配音。

### 彼得·傑克森電影

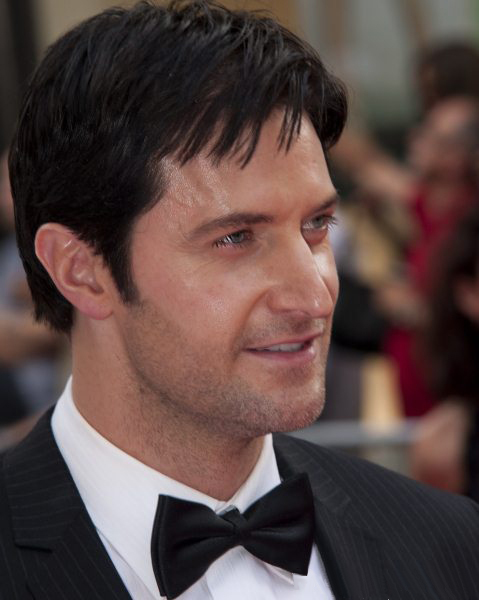
飾演索林·橡木盾的演員李察·阿米塔吉。

在2001年電影《魔戒首部曲：魔戒現身》的加長版中簡單提到了索林·橡木盾的名字：甘道夫在摩瑞亞礦坑內向佛羅多等人解釋比爾博有一件索林送的秘銀甲。
在2012年至2014年上映的电影《哈比人电影系列》三部曲中，索林·橡木盾由李察·阿米塔吉（Richard Crispin Armitage）饰演。李察·阿米塔吉最初為片裡的兩個角色試鏡，一個是索林、另一個是弓箭手巴德，他在與彼得·傑克森、法蘭·華許和菲利帕·鮑恩斯會面後，最終贏得了索林的角色。阿米塔吉說他7歲時就已讀過托爾金的《哈比人》原著小說了，這本書對他的童年影響極大；而在拍攝電影時他也是透過閱讀原著來塑造這個角色的形象。
《哈比人》系列電影特別著重於索林·橡木盾和半獸人王阿索格的仇恨與衝突，此前阿索格在阿萨努比萨之战上親手殺死了索林的祖父索爾，並誓言消滅矮人一族。五軍之戰爆發時，索林在烏丘與阿索格決鬥，殺死了對方但自己也受了致命傷，終在比爾博懷中死去。
演員阿米塔吉形容這個角色：「他是一个高尚的人，但同時他身上也有不可避免的缺點」。導演彼得·傑克森則表示，這部影片「講的是一個索林·橡木盾自我救贖的故事」，相對地巫師甘道夫就並非這個故事的中心人物。他也指出索林在片裡的結局其實跟原著差不多一樣，「但我們試圖用一種不同的方式来表現」。
在原著中的索林·橡木盾有著可以塞進腰帶裡的長鬍子，但電影裡為了能夠清除呈現他的面部表情而改為短鬍子。

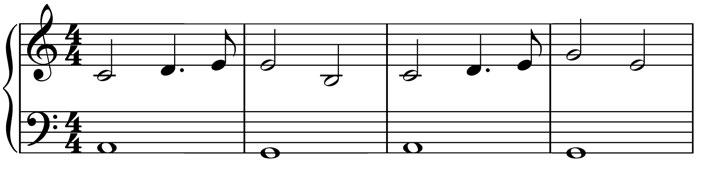
《哈比人》電影裡索林·橡木盾的主題配樂。

作曲家霍華·蕭譜寫了影片裡索林·橡木盾的主題配樂。他在索林的主題中使用了法國圓號，以表現出這個角色失去故土伊魯伯的孤獨感。

## 其他影響
- 在史洛里·斯图拉松（Snorri Sturluson）的著作里，有一个名为「Thorin Eikinskjaldi」的角色。
- 康乃尔大学（Cornell University）的一间自助餐馆名为「Oakenshields」。

## 外部連結
- 索林·橡木盾 （页面存档备份，存于）在時代雜誌上的介紹（英文）
- 索林·橡木盾 （页面存档备份，存于）在TheOneRing.net上的介紹（英文）

| 前任： 索恩二世 | 都灵部族国王 索林·橡木盾 | 繼任： 丹恩二世·铁足 |